# Gambler (musical)
Gambler è un musical britannico, che debuttò nel 1996. Dal musical è stato tratto l'album Gambler di Eric Woolfson.

## Canzoni
1. Fanfare (0:30)
2. Green Light Means Danger (7:01)
3. Love In The Third Degree (4:14)
4. When The World Was Young (6:14)
5. Games People Play (5:21)
6. The Golden Key (4:49)
7. Limelight (7:11)
8. 9 x 9 x 9 (4:40)
9. Halfway (5:10)
10. Eye In The Sky (9:01)
11. (You'll be) Far Away (4:21)
12. Time (7:19)
13. Medley (0:55)